# Grycken, Hälsingland
Grycken är en sjö i Ljusdals kommun och Ovanåkers kommun i Hälsingland och ingår i Ljusnans huvudavrinningsområde. Sjön är 13 meter djup, har en yta på 3,71 kvadratkilometer och är belägen 240,2 meter över havet. Sjön avvattnas av vattendraget Gryckån (Lillskogsån).

## Delavrinningsområde
Grycken ingår i det delavrinningsområde (682828-147744) som SMHI kallar för Utloppet av Grycken. Medelhöjden är 266 meter över havet och ytan är 12,46 kvadratkilometer. Räknas de 38 avrinningsområdena uppströms in blir den ackumulerade arean 350,83 kvadratkilometer. Gryckån (Lillskogsån) som avvattnar avrinningsområdet har biflödesordning 3, vilket innebär att vattnet flödar genom totalt 3 vattendrag innan det når havet efter 151 kilometer. Avrinningsområdet består mestadels av skog (56 procent). Avrinningsområdet har 3,72 kvadratkilometer vattenytor vilket ger det en sjöprocent på 29,9 procent.